# Guadalupe (Pérou)
Pour les articles homonymes, voir Guadalupe.
Guadalupe est une ville du Pérou située dans la Région de La Libertad.
La population est estimée à 43 356 habitants en 2015.

## Historique

### Fondée trois fois
La première localité hispanique sur le site de Guadalupe a été créée vers 1565 sous le nom de Anlape. Ses habitants venaient pour l'essentiel du peuplement appelé Omnep et qui a été abandonné. Anlape est restée habitée jusqu'au 14 février 1619, date à laquelle un tremblement de terre, connu depuis sous le nom de «Tremblement de terre de la Saint-Valentin» a entraîné la désertification de cette ville coloniale. De cette époque, ont été retrouvé les restes archéologiques d'une église dédiée à la «Vierge de Guadalupe», église construite en partie avec une structure préhispanique ce qui fait dire aux archéologues que Guadalupe a été fondée trois fois.

## Population
La ville de Guadalupe est à l'origine une de ces communautés de type résidentiel dites « pueblos de Espagnoles » et peuplée uniquement d'espagnols. C'est désormais essentiellement une ville de petits et moyens propriétaires d'origine espagnole contrairement à sa voisine Chépen essentiellement constituée de travailleurs agricoles et dont l'origine provient de populations indigènes. Bien séparées durant 300 ans, les deux communautés se sont un peu plus mélangées économiquement.